# Nationaal Afrikaans Literair Museum en Onderzoekscentrum

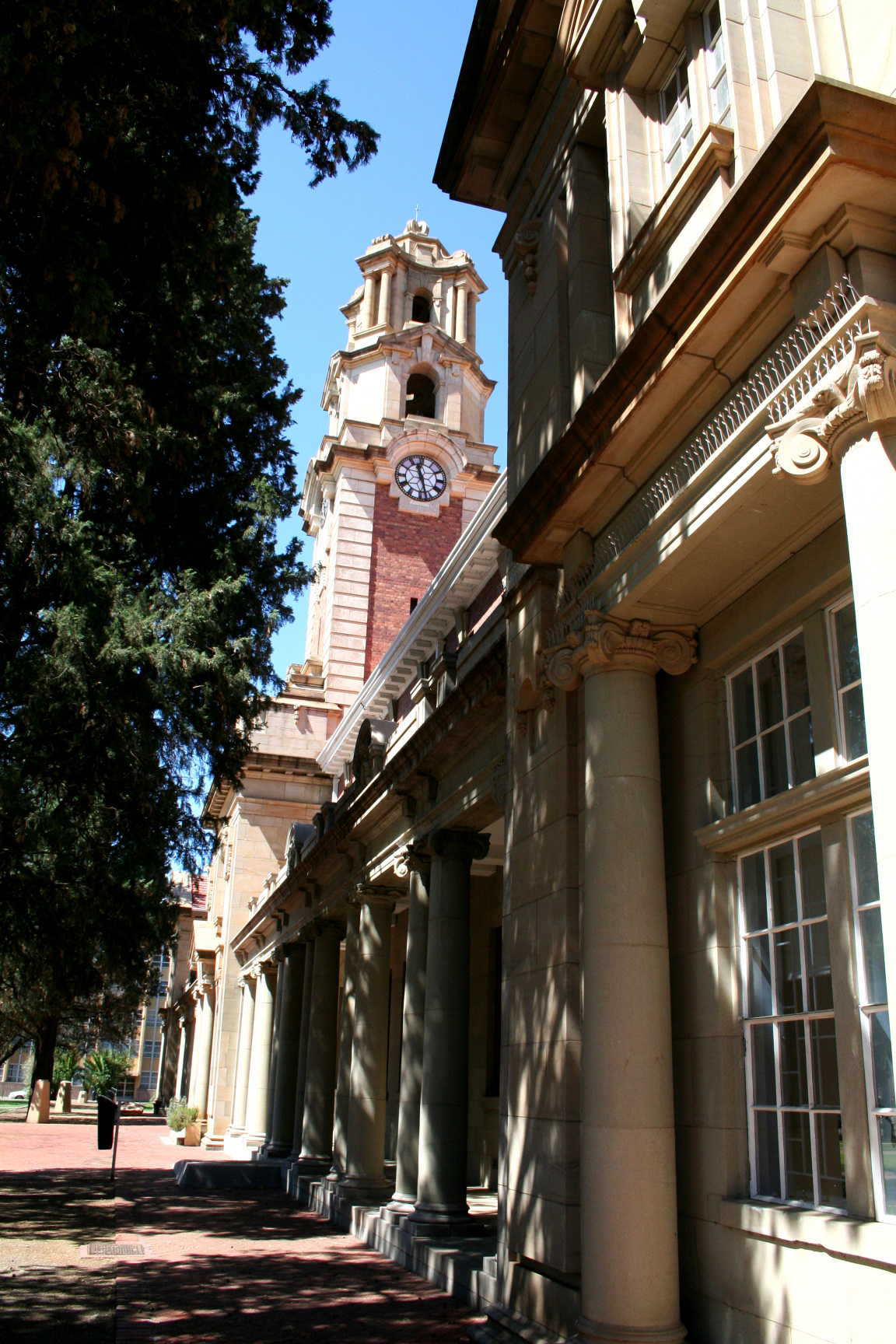
Zijaanzicht van het gebouw.

Het Nationaal Afrikaans Literair Museum en Onderzoekscentrum (Afrikaans: Nasionale Afrikaanse Letterkundige Museum en Navorsingsentrum) is een centraal archief voor materiaal en informatie over de geschiedenis, ontwikkeling en reikwijdte van literatuur, muziek en drama in de Afrikaanse taal. De NALN werd in 1973 opgericht door de provinciale overheid van de provincie Vrijstaat en is gevestigd in Bloemfontein, Zuid-Afrika. Het fungeert als een non-profitorganisatie.
De collectie omvat naar schatting driekwart miljoen items. Het gaat hierbij om boeken, manuscripten, tijdschriften, kranten, knipsels, bladmuziek, posters en programma's, een audiovisuele collectie en andere unieke artefacten. Daarnaast zijn er meubels en andere effecten van schrijvers en andere literaire persoonlijkheden te bekijken.
Voor het museum ligt een tuin waar in de loop der jaren verschillende hoogwaardigheidsbekleders bomen hebben geplant. Bustes van schrijvers, muzikanten en toneelschrijvers zijn onder de bomen geïnstalleerd.

## Het gebouw
De NALN is gevestigd in het Ou Vrystaatse Goewermentsgebou ('Oud Overheidsgebouw Vrijstaat'), dat in opdracht van president Johannes Brand werd gebouwd. Hij deed dit om de verschillende overheidsdiensten van de regering van Oranje Vrijstaat te huisvesten. De voorgevel van de eerste verdieping is ontworpen door Richard Wocke en de sluitsteen werd op 31 mei 1875 gelegd door president Brand. In 1895 werd de tweede verdieping gebouwd, ontworpen door Johannes Egbertus Vixseboxse. De rest van het gebouw is ontworpen door Herbert Baker en werd voltooid in 1906.
Op 28 oktober 1908 werd het oorspronkelijke gebouw door een brand verwoest. Van 1909 tot 1911 werd het grotendeels gerestaureerd op basis van Bakers blauwdruk. Verbeteringen werden aangebracht in de gevel en toren. De laatstgenoemde werd smaller en 10,5 meter hoger dan de oorspronkelijke toren, en het werd voorzien van een ronde kroon.

## Geschiedenis
De Raad vir Geesteswetenskaplike Navorsing ('Onderzoeksraad Geesteswetenschappen') begon in 1970 exposities in het gebouw te plaatsen en het te gebruiken als archief voor documenten over taal en literatuur. Het documentarchief ontwikkelde zich tot het Literair Museum van Bloemfontein. Op 9 oktober 1972 werd de oprichting van de NALN aangekondigd. Op 24 maart 1973 volgde de opening.
Sinds 1996 heeft de NALN de werken van zwarte en Kaapse gekleurde auteurs in het Afrikaans hernieuwd onder de aandacht gebracht en de collectie hiervan uitgebreid.
Geleidelijke afbouw van prioriteit en bekostiging maakte in 2007 een afslanking van de organisatie noodzakelijk, waarbij veel vakkennis verloren ging. Departementaal werd de naam van de instelling veranderd in het Afrikaans Literair Museum, en nu opereert het als een lokale instelling in Vrijstaat.
Een mislukte poging om het gebouw te renoveren leidde tot een zesjarige onderbreking van de activiteiten vanaf 2002.